# Strætó bs.
Strætó bs. – spółka odpowiedzialna za komunikację miejską w Regionie Stołecznym Islandii, czyli w stolicy kraju – Reykjavíku oraz sąsiadujących miejscowościach. Busy należące do taboru firmy są w kolorze jasnożółtym. Spółka rozpoczęła działalność 1 lipca 2001 roku w wyniku połączenia dwóch firm – SVR (Strætisvagnar Reykjavíkur) oraz AV (Almenningsvagnar). SVR była odpowiedzialna za transport w północnej części Regionu Stołecznego, zaś AV – południowego. Strætó bs. jest własnością siedmiu miast w Regionie Stołecznym – Reykjavíku, Kopavoguru, Hafnarfjörðuru, Garðabæru, Mosfellsbæru, Seltjarnarnesu oraz Álftanesu.